# Pidonia yushana
Pidonia yushana là một loài bọ cánh cứng trong họ Cerambycidae.